# Klavdiya Tochenova
Klavdiya Tochenova (Tver, 16 de noviembre de 1921-30 de mayo de 2004) fue una atleta rusa, especializada en la prueba de lanzamiento de peso y representante de la Unión Soviética, en la que llegó a ser medallista de bronce olímpica en 1952.

## Carrera deportiva
En los JJ. OO. de Helsinki 1952 ganó la medalla de bronce en el lanzamiento de peso, con una marca de 14.50 metros, siendo superada por su compatriota Galina Zybina (oro con 15.28 m) y la alemana Marianne Werner (plata).